# Erwin Hoffer
Erwin Hoffer (Baden bei Wien, 1987. április 14. –) osztrák válogatott labdarúgó, aki jelenleg a Karlsruher SC játékosa.

## Sikerei, díjai
- Rapid Wien
  - Osztrák Bundesliga: 2007–08

## Külső hivatkozások
- Erwin Hoffer adatlapja a National-Football-Teams.com oldalon (angolul)

- Transfermarkt profil